# Tiếp thị kỹ thuật số
Tiếp thị kỹ thuật số là việc sử dụng Internet, thiết bị di động, phương tiện truyền thông xã hội, công cụ tìm kiếm và các kênh khác để tiếp cận người tiêu dùng. Một số chuyên gia tiếp thị coi tiếp thị kỹ thuật số là một nỗ lực hoàn toàn mới đòi hỏi một cách tiếp cận khách hàng mới và cách hiểu mới về cách khách hàng cư xử so với tiếp thị truyền thống.
Sự phát triển của tiếp thị kỹ thuật số từ những năm 1990 và 2000 đã thay đổi cách các thương hiệu và doanh nghiệp sử dụng công nghệ để tiếp thị. Khi các nền tảng kỹ thuật số ngày càng được tích hợp vào các kế hoạch tiếp thị và cuộc sống hàng ngày, và khi mọi người sử dụng các thiết bị kỹ thuật số thay vì ghé thăm các cửa hàng vật lý, các chiến dịch tiếp thị kỹ thuật số đang trở nên phổ biến và hiệu quả hơn.
Các phương pháp tiếp thị kỹ thuật số (Digital Marketing) bao gồm 2 thành phần là Online Digital Marketing và Offline Digital Marketing.
Trong đấy, Marketing Online được biết bao gồm các công cụ như: tối ưu hóa công cụ tìm kiếm (SEO), tiếp thị công cụ tìm kiếm (SEM), tiếp thị nội dung, tiếp thị người có ảnh hưởng, tự động hóa nội dung, tiếp thị chiến dịch, tiếp thị dựa trên dữ liệu, tiếp thị thương mại điện tử, tiếp thị truyền thông xã hội, tối ưu hóa phương tiện truyền thông xã hội, tiếp thị trực tiếp qua e-mail, quảng cáo hiển thị ...
Bên cạnh đấy, Digital Marketing Offline sẽ bao gồm các hoạt động truyền thông hiển thị qua các thiết bị điện tử như: sách điện tử và đĩa quang và trò chơi đang trở nên phổ biến hơn trong công nghệ tiến bộ của chúng ta. Trên thực tế, tiếp thị kỹ thuật số hiện mở rộng sang các kênh không có Internet cung cấp phương tiện kỹ thuật số, chẳng hạn như điện thoại di động (SMS và MMS), gọi lại và nhạc chuông di động đang chờ. Về bản chất, phần mở rộng này cho các kênh không có Internet giúp phân biệt tiếp thị kỹ thuật số với tiếp thị trực tuyến, một thuật ngữ dễ hiểu khác cho các phương thức tiếp thị được đề cập ở trên, nghiêm ngặt xảy ra trực tuyến.

## Lịch sử
Sự phát triển của tiếp thị kỹ thuật số không thể tách rời với sự phát triển công nghệ. Một trong những điểm quan trọng khi bắt đầu là vào năm 1971, nơi Ray Tomlinson đã gửi email đầu tiên và công nghệ của ông đã thiết lập nền tảng cho phép mọi người gửi và nhận tệp qua các máy khác nhau. Tuy nhiên, giai đoạn dễ nhận biết hơn khi bắt đầu Digital Marketing là năm 1990 vì đây là nơi công cụ tìm kiếm Archie được tạo ra như một chỉ mục cho các trang FTP. Vào những năm 1980, dung lượng lưu trữ của máy tính đã đủ lớn để lưu trữ khối lượng thông tin khách hàng khổng lồ. Các công ty bắt đầu chọn các kỹ thuật trực tuyến, chẳng hạn như tiếp thị cơ sở dữ liệu, thay vì môi giới danh sách hạn chế. Loại cơ sở dữ liệu này cho phép các công ty theo dõi thông tin của khách hàng hiệu quả hơn, do đó làm thay đổi mối quan hệ giữa người mua và người bán. Tuy nhiên, quy trình thủ công không hiệu quả lắm.
Vào những năm 1990, thuật ngữ Digital Marketing lần đầu tiên được đặt ra,. Với sự ra mắt của kiến trúc máy chủ / máy khách và sự phổ biến của máy tính cá nhân, các ứng dụng Quản lý quan hệ khách hàng (CRM) đã trở thành một phần quan trọng của công nghệ tiếp thị. Cạnh tranh khốc liệt buộc các nhà cung cấp đưa thêm dịch vụ vào phần mềm của họ, ví dụ như các ứng dụng tiếp thị, bán hàng và dịch vụ. Các nhà tiếp thị cũng có thể sở hữu dữ liệu khách hàng trực tuyến khổng lồ bằng phần mềm eCRM sau khi Internet ra đời. Các công ty có thể cập nhật dữ liệu về nhu cầu của khách hàng và có được các ưu tiên của trải nghiệm của họ. Điều này dẫn đến quảng cáo biểu ngữ có thể nhấp đầu tiên được phát hành vào năm 1994, đó là chiến dịch "Bạn sẽ" của AT&T và trong bốn tháng đầu tiên quảng cáo được phát hành, 44% tất cả những người nhìn thấy nó đã nhấp vào quảng cáo.
Vào những năm 2000, với ngày càng nhiều người dùng Internet và sự ra đời của iPhone, khách hàng bắt đầu tìm kiếm sản phẩm và đưa ra quyết định về nhu cầu của họ trực tuyến trước, thay vì hỏi ý kiến nhân viên bán hàng, điều này tạo ra một vấn đề mới cho bộ phận tiếp thị của một công ty. Ngoài ra, một cuộc khảo sát năm 2000 tại Vương quốc Anh cho thấy hầu hết các nhà bán lẻ đã không đăng ký địa chỉ tên miền của riêng họ.  Những vấn đề này khiến các nhà tiếp thị tìm ra những cách thức kỹ thuật số để phát triển thị trường.
Năm 2007, khái niệm tự động hóa tiếp thị đã được đưa ra để giải quyết vấn đề trên. Tự động hóa tiếp thị đã giúp các công ty phân khúc khách hàng, khởi động các chiến dịch tiếp thị đa kênh và cung cấp thông tin cá nhân cho khách hàng. Tuy nhiên, tốc độ thích ứng của nó với các thiết bị tiêu dùng không đủ nhanh.
Tiếp thị kỹ thuật số trở nên tinh vi hơn vào những năm 2000 và 2010, khi sự phổ biến của các thiết bị có khả năng truy cập phương tiện kỹ thuật số dẫn đến sự tăng trưởng đột ngột. Số liệu thống kê vào năm 2012 và 2013 cho thấy tiếp thị kỹ thuật số vẫn đang phát triển. Với sự phát triển của phương tiện truyền thông xã hội trong những năm 2000, như LinkedIn, Facebook, YouTube và Twitter, người tiêu dùng trở nên phụ thuộc rất nhiều vào thiết bị điện tử kỹ thuật số trong cuộc sống hàng ngày. Do đó, họ mong đợi trải nghiệm người dùng liền mạch trên các kênh khác nhau để tìm kiếm thông tin của sản phẩm. Sự thay đổi hành vi của khách hàng đã cải thiện sự đa dạng hóa của công nghệ tiếp thị.

## Xu thế phát triển
Dưới đây là một số xu hướng quan trọng và thú vị nhất mà các digital marketer nên chú ý và nghĩ ra cách kết hợp vào các chiến lược của riêng họ. Đây sẽ là cơ sở của những gì giữ cho lĩnh vực kỹ thuật số tiến lên trong năm 2018 và hơn thế nữa

### Chatbots sẽ chi phối dịch vụ khách hàng
Chatbots là phần mềm trí tuệ nhân tạo (AI) hoạt động như một "người hướng dẫn" ảo, giao tiếp với người dùng và hỗ trợ họ hoàn thành mục tiêu. Chatbots tương tác với con người một cách tự nhiên, chủ yếu thông qua việc sử dụng các cửa sổ Chatbots văn bản, nhưng cũng có thể tương tác bằng lời nói. Theo thời gian, khi hệ thống thu thập nhiều thông tin chuyên sâu về dữ liệu, AI sẽ tìm hiểu thêm về khách hàng, giúp cung cấp dịch vụ cải tiến liên tục.

### Quảng cáo video đang là xu thế
Nội dung dựa trên văn bản đơn giản là không thể cạnh tranh với sức mạnh của video, đặc biệt là khi bán sản phẩm và dịch vụ. Trong một thế giới trên thiết bị di động, mọi người đang xem nhiều video hơn bao giờ hết, sử dụng điện thoại thông minh để xem và chia sẻ video về mọi thứ, tìm hiểu thêm về các thương hiệu và những gì họ cung cấp. Tiếp thị video rất hấp dẫn, đặc biệt nếu đó là video trực tiếp. Live stream là một phương pháp mạnh mẽ của tiếp thị kỹ thuật số khi kết hợp với tiếp thị có ảnh hưởng.

### Tương tác bằng giọng nói tiếp tục phát triển
Nhờ Siri (Apple), Google (GG A..), Alexa (Amazon) và một loạt các thiết bị 'thông minh' khác, tương tác bằng lời nói với các thiết bị đang tiếp tục tăng. Bài học thực sự cho chúng ta là mọi người thích nói chuyện và đó là một cách tương tác ưa thích. Và bây giờ, máy móc cuối cùng đã bắt kịp cách mọi người muốn tìm kiếm, mua sắm và khám phá những điều mới.

### Tiếp thị đa kênhhiện giữ vai trò rất quan trọng
Tiếp thị đa kênh (hay tiếp thị Omni channel) là thực hành tiếp thị trên nhiều nền tảng, bao gồm email, ứng dụng, social media và blog trang web của bạn. Cách tiếp cận này cho phép các doanh nghiệp kết nối với khách hàng trên nhiều điểm tiếp xúc kỹ thuật số hơn, mang lại trải nghiệm người dùng tốt hơn.

### Artificial Intelligence (trí tuệ nhân tạo)
Artificial Intelligence sẽ trở thành chuẩn mực trong chiến lược tiếp thị vì khả năng ngày càng chính xác để phân tích hành vi của người tiêu dùng và đưa vào trải nghiệm mua hàng tốt hơn, tương tác hơn và được cá nhân hóa.

### Công nghệBlockchain
Trong bối cảnh kinh doanh, loại công nghệ này có thể là một cách cực kỳ hiệu quả để ngăn chặn gian lận và đảm bảo an ninh với các loại hình mà digital marketing hướng tới của khách hàng trên hầu hết mọi ngành công nghiệp. Trong trường hợp này, nó có thể được sử dụng để xây dựng thương hiệu và các chương trình khách hàng thân thiết, đặc biệt là trong B2B khi các giao dịch lớn và thường xuyên có thể là chuẩn mực.

### Influencer Marketing(Tiếp thị ảnh hưởng)
Influencer Marketing là khái niệm sử dụng những người có tầm ảnh tiếp thị ngầm các sản phẩm và dịch vụ, và đã thấy thành công lớn đặc biệt trong các kênh truyền thông xã hội. Điều này sẽ tiếp tục phát triển và phát triển trong năm 2018 ở cả B2B và B2C. Cho đến nay, nó chủ yếu được sử dụng trong các chiến dịch cụ thể với 1 dòng sản phẩm cụ thể.
Các nhà tiếp thị, đặc biệt là những người trong nhân khẩu học Gen Y và Gen Z, sẽ muốn xem xét việc xây dựng mối quan hệ với những người có ảnh hưởng, cả ở cấp độ vi mô và vĩ mô. Điều này có thể dễ dàng diễn ra trên các kênh truyền thông xã hội bằng cách, ví dụ, tìm kiếm các ngôi sao trên Facebook.

## Các yếu tố ảnh hưởng đến Tiếp thị kỹ thuật số[1]

### Khách hàng
Khách hàng là yếu tố chủ chốt. Vì vậy, bạn phải hiểu người tiêu dùng. Thường xuyên kiểm tra khách hàng tìm thấy sản phẩm & dịch vụ của bạn như thế nào, từ đó thu thập dữ liệu có liên quan cho việc phân tích. Thực hiện tiếp thị kỹ thuật số giúp bạn tiếp cận đến những khách hàng, vì thế bạn hãy tập trung vào việc hiểu khách hàng hơn.

### Nền tảng
Chúng ta có thể có những cách phân loại khác nhau, đối tượng mục tiêu khác nhau, vì mỗi nền tảng đều có những cách thức  & những công cụ khác nhau để thực hiện. Các nền tảng ứng dụng Social Media và Mobile, Website, Digital Media hiện đang thịnh hành nhất, trong khi các blog, forum... đã dần trở nên ít phổ biến trong vài năm trở lại đây.

### Công nghệ
Công nghệ là yếu tố cốt lõi và là thứ quan trọng để doanh nghiệp của bạn đạt được những thành công. Nhiều doanh nghiệp đầu tư các thiết bị và dịch vụ để thực hiện các chiến dịch tiếp thị kỹ thuật số. Việc lựa chọn 1 công nghệ tốt là rất quan trọng vì nó sẽ quyết định sự thành công của bạn.

### Nội dung chất lượng
Nội dung cũng là 1 yếu tố quan trọng của tiếp thị kỹ thuật số. Nội dung của bạn phải độc đáo, có sự mới lạ, ví dụ như như hình ảnh, video,.. Tiếp thị nội dung đóng góp rất nhiều để cải thiện tỷ lệ chuyển đổi và duy trì khách hàng. Và chỉ khi nội dung có chất lượng mới tiếp cận đến với số đông.

### Đầu vào và chi tiêu
Nếu so sánh với tiếp thị truyền thống, tiếp thị kỹ thuật số tiết kiệm chi phí, dễ dàng hơn với các công cụ có sẵn. Một marketer nên thực hiện các chương trình khuyến mãi, tạo quảng cáo có trả tiền hay miễn phí. Trong trường hợp nếu bạn có các công ty kinh doanh nhỏ thì hãy lựa chọn những người phù hợp với việc nhắm vào những đối tượng mục tiêu trực tiếp.

### Tương tác của khách hàng
Các cơ quan tiếp thị kỹ thuật số cho biết 90% trong số họ thấu hiểu yêu cầu khách hàng của họ khá tốt. Do đó, quan trọng hết là phải liên lạc thường xuyên với khách hàng. Nó có thể giúp tiết kiệm thời gian và tiền bạc.

## Chiến lược tiếp thị kỹ thuật số
Chiến lược Digital Marketing nằm ở đâu trong tổng chiến lược của công ty?
Trong công ty có Chiến lược Tiếp thị kỹ thuật số nằm ở tầng chiến lược vận hành: Chiến lược ở cấp độ này sẽ đi vào việc xây dựng các kế hoạch chi tiết về hoạt động, định hướng phát triển cho bộ phận vận hành đó.

### Các bước xây dựng một kế hoạch Digital Marketing

#### Bước 1: Phân tích tình huống hiện tại
Điều đầu tiên bạn cần làm khi phát triển kế hoạch tiếp thị kỹ thuật số của mình là thực hiện phân tích bên trong và bên ngoài (phân tích SWOT) của công ty. Một mô hình  hữu ích cho việc này là phân tích SWOT cho phép bạn xem xét điểm mạnh, điểm yếu, cơ hội và thách thức của công ty và thị trường.
Chúng ta cần phải làm quen với hệ sinh thái mà chúng ta vận hành, nhu cầu của khách hàng là gì và nơi nào để  họ giải quyết được nhu cầu đó. Đây là một phương pháp phân tích khá chất lượng vì nó là định lượng thông qua việc xem xét các yếu tố như thói quen kỹ thuật số, trung gian, người có ảnh hưởng, v.v.
Thực hiện các kỹ thuật đo điểm chuẩn nhằm tìm ra cách thức thực thi kỹ thuật số tốt nhất để áp dụng chúng vào doanh nghiệp là một phần ngày càng chiếm vai trò quan trọng trong chiến lược chung của công ty.
Marketer cũng cần tiến hành một nghiên cứu nội bộ để biết tình hình công ty của chúng ta đang như thế nào trong thời đại kỹ thuật số: trang web của công ty có hướng đến khách hàng không? Làm thế nào là khả năng sử dụng và kinh nghiệm duyệt? Công ty có cập nhật blog định kỳ không? Trang web của công ty có định vị hiện tại là gì? Và sự hiện diện truyền thông xã hội của công ty là gì?...

#### Bước 2: Thiết lập các mục tiêu tiếp thị kỹ thuật số
Một khi bạn có vị trí trên thị trường và những điểm mạnh của công ty đã được nhận định rõ, hãy thiết lập các mục tiêu cụ thể và giúp công ty đạt được nó. Tất cả mọi thứ bạn cần là lập một kế hoạch rõ ràng để chinh phục những mục tiêu đó. Việc phát triển phần này nằm trong kế hoạch tiếp thị kỹ thuật số của công ty với yêu cầu các mục tiêu theo nguyên tắc SMART: cụ thể, có thể đo lường được, có thể đạt được, có liên quan và kịp thời.

#### Bước 3: Xác định kế hoạch tiếp thị
Sau khi bạn xác định mục tiêu của mình, bạn sẽ phải làm gì để đạt được chúng? Cá nhân hóa ngày càng trở nên quan trọng trong tiếp thị kỹ thuật số. Do đó, khi xác định chiến lược để thực hiện kế hoạch của mình, hãy ghi nhớ các yếu tố sau:
Phân khúc đối tượng khách hàng mục tiêu của bạn:
Hiểu rõ khách hàng trên môi trường kỹ thuật số về: thị hiếu, nhu cầu hoặc sở thích của họ là gì, bạn đang tìm kiếm ở đâu để đáp ứng mong đợi của họ, v.v... Đây là thời gian xác định rõ đặc điểm khách hàng của công ty bạn.
- Định vị

Để đạt được vị trí phù hợp, điều quan trọng là bạn phải rất rõ ràng (và tiếp cận đối tượng của mình theo cùng một cách) về đề xuất giá trị của bạn là gì và những gì nó đòi hỏi. Nói tóm lại, đó là lý do tại sao người tiêu dùng nên chọn bạn chứ không phải đối thủ. Bạn cần biết cách bạn sẽ truyền đạt đề xuất giá trị duy nhất của mình và cách thực hiện một cách phù hợp trong các kênh mà khán giả của bạn có mặt (phương tiện truyền thông xã hội, blog, tiếp thị qua email, v.v.).
- Chiến lược nội dung

Điều này rất quan trọng để có thể tạo, phát hành và quản lý nội dung thu hút khách hàng và định vị thương hiệu theo tham chiếu trong tâm trí của khách hàng mục tiêu. Bên cạnh đó, bạn cũng phải vạch ra một kế hoạch truyền thông cụ thể (trong tiếp thị nội dung) cho mỗi kênh. Một số công cụ được đề xuất sử dụng để thực hiện chiến lược này là:
- Xác định đối tượng khách hàng gồm các thông tin như: độ tuổi, giới tính, nơi sống,....
- Nghiên cứu từ khóa: liên quan đến việc xác định các từ khóa phù hợp để doanh nghiệp sử dụng chính xác nhằm cải thiện vị trí SEO của công ty, sản phẩm.
- Lên lịch nội dung: đây là chìa khóa để đảm bảo chiến lược của bạn được vận hành một cách dễ dàng. Việc lên lịch nội dung bao gồm: ngày phát hành nội dung, tác giả (nếu cần), chủ đề bài đăng, từ khóa, các thẻ để sử dụng / cân nhắc, v.v.
- Đăng bài trên mạng xã hội: Bạn có một bài viết về doanh nghiệp hay nhưng lại không quảng bá nó trên phương tiện truyền thông xã hội thì đó là một sai lầm. Việc đăng bài không phải là spam mà thay vào đó là lên kế hoạch cho những nội dung PR cho doanh nghiệp và cũng để thực hiện mục đích tiếp cận khách hàng trên nền tảng mạng xã hội.
Trong bước này, bạn nên xem xét:
- Khách hàng của bạn là như thế nào?
- Những chủ đề mà bạn sẽ nói về doanh nghiệp mình phù hợp với nhóm khách hàng mục tiêu
- Giọng điệu mà  bạn sẽ sử dụng.
- Tần suất đăng bài

#### Bước 4: Chiến lược và chiến thuật tiếp thị kỹ thuật số
Dựa trên các mục tiêu đã đặt ra (thu hút, chuyển đổi và lòng trung thành), ta sẽ bắt đầu thực hiện các chiến lược khác nhau: tiếp thị qua email, phương tiện truyền thông xã hội, CRM, tối ưu hóa web, chiến lược SEO, quảng cáo truyền thông trả tiền, v.v.
Ngày nay, do số lượng kênh cần quản lý tăng lên gấp bội và lượng thông tin mà doanh nghiệp nhận được về khách hàng ngày càng tăng, điều quan trọng là ta nên sử dụng công cụ nào để tự động hóa các chiến dịch tiếp thị của mình.

#### Bước 5:KPIvà đo lường kết quả
Công việc không dừng lại sau khi bạn thiết kế và thực hiện các chiến lược tiếp thị kỹ thuật số của mình. Bước tiếp theo là một trong những bước quan trọng nhất để đánh giá thành công chiến lược, đó chính là đo lường kết quả. KPIs đã biến thành một trụ cột quan trọng để tối ưu hóa hiệu suất và chi tiêu của một kế hoạch tiếp thị kỹ thuật số thành công.
Hãy chắc chắn rằng bạn có một hệ thống trực quan hóa dữ liệu về thời gian thực hiệu quả. Thế giới kỹ thuật số phát triển nhanh chóng, vì vậy bạn cần phải luôn tỉnh táo để xác định các cơ hội và thách thức cho doanh nghiệp mình.

## Lợi ích và Hạn chế

### Lợi ích[4]

#### 1. Tiền đề xây dựng chiến lược với các dữ liệu có giá trị
Với Digital Marketing, nhà quản lý sẽ nhận được thông tin chính xác về số lượng những người đã xem trang web theo thời gian thực thông qua Google Analytics:
• Lượng người truy cập
• Vị trí
• Giới tính, tuổi tác
• Thời gian người dùng dành trên trang web
• Lưu lượng truy cập từ các tiện ích khác nhau
• Tỷ lệ thoát trang web
….

#### 2. Đo lường chất lượng nội dung
Marketer luôn tạo ra những nội dung quảng cáo sản phẩm và thông thường họ đo lường và muốn biết chất lượng của nội dung đó như thế nào? Với Digital Marketing, bạn có thể biết chính xác lượng người đã xem nội dung quảng cáo của mình. Vì thế, họ có thể thu thập thông tin chi tiết những người tải xuống bằng các biểu mẫu.

#### 3.Tạo ra khách hàng tiềm năng
Thông qua Digital Marketing, doanh nghiệp có thể xây dựng và tạo nên nhận thức người dùng về sản phẩm và dịch vụ của mình. Tiếp đến là giai đoạn thực hiện các bước tạo mối quan hệ cho thương hiệu cùng các chiến lược tiếp thị để thúc đẩy họ sử dụng sản phẩm dịch vụ.

#### 4. Giúp phân khúc đúng đối tượng khách hàng mục tiêu
Tiếp thị kỹ thuật số sẽ giúp các chiến dịch tiếp cận đúng đối tượng mục tiêu về nhân khẩu học (như giới tính, tuổi tác, nghề nghiệp, đặc điểm vùng miền…), về thói quen, sở thích và hành vi cụ thể của người dùng.

#### 5. Cải thiện tỷ lệ chuyển đổi
Tiếp thị kỹ thuật số sẽ là cách thức hiệu quả hơn so với tiếp thị truyền thống. Thông qua việc tiến hành gửi email marketing, tiếp thị qua SMS... về những thông tin về doanh nghiệp và sản phẩm qua data người dùng có sẵn. Với các tương tác này, các khách hàng tiềm năng quan trọng có thể được tạo ra, cuối cùng sẽ mang lại sự gia tăng tỷ lệ chuyển đổi.

#### 6. Chi phí thấp hơn so với tiếp thị truyền thống
Tiếp thị kỹ thuật số cho phép doanh nghiệp chạy các chiến dịch với chi phí thấp hơn thay vì phải chi một số tiền lớn vào các quảng cáo TV, tổ chức sự kiện….bởi hiện tại, các nền tảng social (các mạng xã hội như Facebook, Instagram..) đang rất phổ biến và được nhiều người sử dụng, vì thế chúng ta có thể tiếp cận được nhiều khách hàng hơn

#### 7.ROI(Return of investment) cao hơn từ các chiến dịch
Việc sử dụng tiếp thị kỹ thuật số để tối ưu hóa tỷ lệ chuyển đổi, sẽ đạt được lợi tức đầu tư (ROI) tối đa.

#### 8. Digital Marketing các doanh nghiệp vừa và nhỏ cạnh tranh công bằng
Tầm quan trọng của tiếp thị kỹ thuật số cho phép bạn cạnh tranh sòng phẳng với các thương hiệu lớn. Tiếp thị kỹ thuật số cho phép  doanh nghiệp nhỏ duy trì khả năng cạnh tranh với chiến thuật tiếp thị họ lựa chọn với chi phí thấp, do đó các thương hiệu nhỏ có thể tăng lưu lượng truy cập.

#### 9. Biết thêm nhiều thông tin đối thủ cạnh tranh
Sử dụng các công cụ của tiếp thị kỹ thuật số, các marketer có thể phân tích và có nhiều cái nhìn về đối thủ cạnh tranh của mình. Nó sẽ giúp bạn tận dụng mọi cơ hội chỉ trong khoảng thời gian ngắn. Nhờ tiếp thị kỹ thuật số, bạn có thể hoàn toàn thấy được họ đang làm gì để từ đó có thể hoạch định những chiến lược kinh doanh và tiếp cận tới khách hàng nhiều hơn. Bạn hoàn toàn có thể mở rộng tiếp thị đến với nhiều người và gia tăng lợi thế cạnh tranh cho doanh nghiệp.

#### 10. Cá nhân hoá đến khách hàng
Cá nhân hóa chính là một điểm mạnh của tiếp thị kỹ thuật số. Doanh nghiệp có thể cá nhân hóa tiếp thị thông qua lịch sử mua hàng và sở thích mua của khách hàng sẽ được thu thập qua mỗi lần mua hàng trực tuyến. Với việc theo dõi các trang web và các sản phẩm khách hàng tiềm năng thường chọn để xem thông tin, cũng như hành vi trên trang, từ đó, bạn có thể xác định chính xác họ đang cần gì.

### Hạn chế của Tiếp thị kỹ thuật số

#### 1. Công nghệ
Tiếp thị kỹ thuật số có mối liên quan rất chặt chẽ với công nghệ. Ví dụ: tìm kiếm trả phí, SEO và quảng cáo hiển thị yêu cầu gần như khó thể vận hành nếu thiếu đi các công cụ ứng dụng nền tảng công nghệ mới. Tiếp thị qua thư điện tử và phương tiện truyền thông xã hội đòi hỏi công nghệ nhưng điều này có thể được mua hơn là phải tự doanh nghiệp xây dựng. Để quản lý hiệu quả các kênh tiếp thị trực tuyến bạn cũng sẽ rất cần đến các công cụ ứng dụng các nền tảng công nghệ mới mẻ. Chính vì những lý do trên, nếu doanh nghiệp có một nền tảng công nghệ yếu hoặc sự lạc hậu, chậm trễ trong quá trình cập nhật công nghệ thì việc triển khai chiến lược tiếp thị kỹ thuật số sẽ gặp muôn vàn khó khăn.

#### 2. Chất lượng nguồn nhân lực
Khi công nghệ mới xuất hiện và các hành vi tiêu dùng mới đồng thời cũng sẽ phát sinh sau đó. Điều này đòi hỏi đội ngũ nhân sự kỹ thuật phải liên tục cập nhật kinh nghiệm, kiến thức mới xung quanh họ. Việc không có kiến thức để lập kế hoạch và dự báo, không đủ hiểu biết, tầm nhìn về những cơ hội hoặc thách thức sẽ ảnh hưởng rất lớn đến hiệu quả hoạt động tiếp thị kỹ thuật số của doanh nghiệp.
Có hai phương pháp để giải quyết các lỗ hổng kỹ năng trong tổ chức:
- Nâng cao trình độ của nhân viên đã có nền tảng kỹ thuật công nghệ.
- Tuyển dụng những thành viên mới có kỹ năng công nghệ.

#### 3. Ngân sách cho tổng kế hoạch Marketing
Hầu hết các tổ chức phải đối mặt với vấn đề về hạn chế nguồn ngân sách khi triển khai chiến lược tiếp thị kỹ thuật số. Thường xuyên có những thách thức xung quanh việc phải đầu tư hoặc cập nhật cho các công cụ với nền tảng công nghệ mới hay việc phải vận hành nhiều dự án CNTT đắt tiền cho chiến lược tiếp thị kỹ thuật số.

## Cơ hội và Thách thức
Tiếp thị kỹ thuật số (Digital Marketing) ngày càng trở nên phổ biến khi có sự “hậu thuẫn” từ những công nghệ hiện đại và mới mẻ nhất. Nó đã hoàn toàn làm thay đổi phương thức Marketing cũ và buộc các nhà Marketing phải hiểu biết nhất định để duy trì kết nối với người dùng và khách hàng của họ nếu muốn bán sản phẩm và dịch vụ của doanh nghiệp mình.
Chính vì vậy, các nhà tiếp thị cần phải xem xét và phân tích cả hai yếu tố là cơ hội và những thách thức của tiếp thị kỹ thuật số để có thể hoạch định một kế hoạch tiếp thị tốt nhất và đặt ra mục tiêu kinh doanh khả thi, hiệu quả cho doanh nghiệp.

### Cơ hội của Tiếp thị kỹ thuật số
Tiếp thị kỹ thuật số có thể thành công nhờ những cơ hội tuyệt vời về công cụ và kỹ thuật công nghệ. Những công cụ kỹ thuật và công nghệ này có thể giúp nhà tiếp thị có thể tối ưu được lợi ích cho doanh nghiệp như sau:

#### 1. Tiếp cận người tiêu dùng dễ dàng (Easy Consumer Reach)
Tiếp thị kỹ thuật số là một cách truyền thông hiệu quả giúp các công ty nhắm đến một lượng lớn khách hàng tiềm năng tại cùng một thời điểm. Sử dụng kênh Internet để tiếp thị là một cách tiếp cận nhanh chóng để nhắm mục tiêu đến những người tiêu dùng tiềm năng cùng một lúc trên toàn thế giới. Social Media Marketing cũng đã tham gia vào cuộc “cách mạng hóa” các hoạt động tiếp thị kỹ thuật số trên các nền tảng truyền thông xã hội khác nhau như Facebook, Twitter, LinkedIn, Pinterest, v.v.

#### 2. Quảng cáo phản hồi trực tiếp (Direct Response Advertising[5])
Tiếp thị kỹ thuật số cho phép quảng cáo phản hồi trực tiếp và tạo ra nhận thức về sản phẩm hoặc thương hiệu từ khách hàng. Hiện nay, các công ty có thể dễ dàng hiển thị quảng cáo của họ cho các sản phẩm và dịch vụ trên các kênh kỹ thuật số khác nhau. Một chiến lược quảng cáo phản hồi trực tuyến tốt là chiến lược sử dụng hiệu quả các công cụ quảng cáo thông minh và linh hoạt trong môi trường tiếp thị cạnh tranh cao. Đa phần các kênh quảng cáo digital như Paid Search, Facebook Ads, Email, SMS, v.v… đều là direct advertising do chúng có khả năng nhắm chọn đối tượng.

#### 3. Quảng cáo hiển thị liên tục/ thường xuyên (Perpetually Displaying Ads[6])
Tiếp thị kỹ thuật số làm cho quảng cáo dễ tiếp cận hơn với khách hàng mục tiêu vào bất cứ lúc nào hoặc ở bất cứ nơi nào. Không có sự giới hạn về thời gian cũng như vị trí khi khách hàng tiềm năng ghé thăm bất kỳ trang web và xem bất kỳ một quảng cáo nào. Các quảng cáo được hiển thị liên tục thu hút và gợi nhớ mong muốn cho các khách hàng tiềm năng liên lạc với doanh nghiệp và tìm thông tin mua sắm đối với các sản phẩm và dịch vụ theo nhu cầu của họ. Nhưng những quảng cáo này cũng cần được quản lý cẩn thận để hiển thị một cách có hiệu quả trên các trang web.

#### 4. Quảng cáo phạm vi toàn cầu (Global Advertisements[7])
Đây là một trong những lợi ích hiệu quả nhất và nổi bật nhất của tiếp thị kỹ thuật số. Nó cho phép các công ty, tổ chức thực hiện quảng cáo với quy mô quốc tế nhằm mở rộng phạm vi tiếp cận khách hàng tiềm năng của họ đến các quốc gia khác nhau mà không bị giới hạn bởi rào cản địa lý.
5. Quảng bá thương hiệu dễ dàng hơn (Easy Brand Promotion)
Với sự phát triển không ngừng của công nghệ mới cùng với việc sử dụng Internet trong kinh doanh, các thương hiệu có thể tận dụng lợi thế lớn tuyệt vời của tiếp thị kỹ thuật số để tiếp cận khách hàng mới thành công.

#### 6. Tiết kiệm chi phí cho kênh (Cost Effective Channel)
Khi doanh nghiệp sử dụng Internet, tiếp thị kỹ thuật số được xem là nguồn quảng cáo hiệu quả và có chi phí rẻ hơn so với các kênh tiếp thị truyền thống như: TV, Radio, Tạp chí, Báo và Biểu ngữ, vv
Tiếp thị kỹ thuật số cũng cho phép các nhà tiếp thị hoạch định những chiến dịch quảng cáo tùy thuộc vào nguồn ngân sách của mỗi doanh nghiệp. Hầu hết, các trang web và hồ sơ doanh nghiệp (hiển thị quảng cáo và thông tin về sản phẩm hoặc dịch vụ) tạo ra lưu lượng truy cập lớn miễn phí. Phương tiện truyền thông xã hội đã đóng một vai trò quan trọng trong việc thúc đẩy các hoạt động tiếp thị kỹ thuật số. Các nền tảng tiếp thị truyền thông xã hội như Facebook, Twitter, LinkedIn, WhatsApp, Blog, Instagram và YouTube, v.v. cũng cung cấp một nguồn lưu lượng truy cập khổng lồ.

#### 7. Sự thuận tiện của người dùng khi mua sắm trực tuyến (Consumer’s Convenience to Shop Online)
Do sự phổ biến và khả năng tuyệt vời của tiếp thị kỹ thuật số, khách hàng ngày càng thuận tiện mua sắm trực tuyến hơn tại bất cứ lúc nào (24/7) và bất cứ nơi đâu.
Tiếp thị kỹ thuật số đã mở ra một cơ hội cho các công ty và nhà bán lẻ hướng khách hàng của mình đến một cửa hàng trực tuyến tiện lợi với nhiều trải nghiệm thú vị hơn.

#### 8. Mở ra cơ hội nghề nghiệp mới cho các Marketer (Helping Marketers’ Career)
Tiếp thị kỹ thuật số đã trở thành một nghề nghiệp riêng biệt cho những cá nhân quen thuộc với việc thực hiện tiếp thị kỹ thuật số để vận dụng vào chiến lược, chiến thuật và giúp công ty của mình có thể mở rộng thương hiệu để nhắm đúng khách hàng mục tiêu thông qua Internet.

### Thách thức của tiếp thị kỹ thuật số
Không còn nghi ngờ gì nữa khi tiếp thị kỹ thuật số ngày nay đã trở thành một công cụ đắc lực hỗ trợ cho các doanh nghiệp nhưng nó cũng đang đối mặt những thách thức hoặc trở ngại. Những thách thức này bao gồm:

#### 1. Giới hạn truy cập Internet
Tiếp thị kỹ thuật số phụ thuộc chặt chẽ vào Internet. Ở một số khu vực, cơ sở Internet có thể không tiếp cận được đến người tiêu dùng hoặc tình trạng đường truyền internet kém ổn định dẫn đến tác động tiêu cực đến trải nghiệm của khách hàng và việc quảng cáo bằng hình thức tiếp thị kỹ thuật số khó tiếp cận đến họ. Điều này cũng dẫn đến việc doanh nghiệp không thể tiến hành các cuộc hội thoại sâu hơn đến khách hàng mục tiêu của mình.

#### 2. Cạnh tranh cao về thương hiệu
Tiếp thị kỹ thuật số có một nhược điểm khi một khách hàng tìm kiếm một sản phẩm cụ thể của một công ty trên internet, nhiều hàng hóa và dịch vụ cạnh tranh có cùng chủng loại sẽ xuất hiện trên trang chủ của khách hàng đó. Điều này khiến sự cạnh tranh của các thương hiệu ngày càng gay gắt và khốc liệt hơn.

#### 3. Rủi ro trong việc HACK chiến lược tiếp thị kỹ thuật số
Nguy cơ bị hack các chiến lược xúc tiến khi của một công ty đang triển khai trên các kênh kỹ thuật số (Internet) luôn là một trong những nhược điểm lớn tiếp thị kỹ thuật số. Các tin tặc hoặc đối thủ cạnh tranh có thể dễ dàng theo dõi và sao chép các chiến lược quảng cáo giá trị và hiệu quả của một công ty bạn và sau đó họ có thể sử dụng các chiến lược này để cạnh tranh với doanh nghiệp của chúng ta.

#### 4. Hoạt động chống đối thương hiệu (Doppelganger[8])
Một nhược điểm khác của tiếp thị kỹ thuật số là ngay cả một người hoặc một nhóm người cũng có thể làm hại đến hình ảnh thương hiệu của bạn thông qua các “Doppelganger”. Các nhà hoạt động chống thương hiệu, người viết blog sẽ tiến hành viết các bài viết “bôi xấu” thương hiệu của bạn trên môi trường kỹ thuật số và điều này gây nên hiểu lầm giữa thương hiệu với khách hàng.

#### 5. Giới hạn loại sản phẩm quảng cáo
Một nhược điểm thực tế khác của Digital Marketing là nó chỉ có lợi cho mặt hàng tiêu dùng. Các mặt hàng công nghiệp và dược phẩm không thể bán được thông qua các kênh bán online với hình hình quảng cáo kỹ thuật số.

## Các hiểu lầm thường gặp

### 1. Tiếp thị số không phải là một phần quan trọng trong chiến lược kinh doanh của công ty
Tiếp thị kỹ thuật số được thực hiện với trang web của công ty vì trung tâm là “cửa sổ” tương tác chính của công ty với số lượng khách hàng trực tuyến ngày càng tăng. Khi ngày càng có nhiều người lên mạng tìm kiếm thông tin về sản phẩm hoặc dịch vụ hoặc tham gia vào lĩnh vực truyền thông xã hội, sự hiện diện của một công ty trực tuyến có thể đánh vần sự khác biệt giữa thành công và thất bại trong kinh doanh trong tương lai.

### 2. Tiếp thị kỹ thuật số chỉ có thể thành công với lưu lượng truy cập trang web rất lớn
Tất nhiên, một lượng lớn lưu lượng truy cập trang web có thể mở ra cánh cửa kinh doanh của bạn cho số lượng khách hàng tiềm năng lớn hơn, nhưng điều đó không có nghĩa là mỗi khách truy cập trang web này có thể chuyển đổi thành khách hàng trả tiền và tạo ra lợi nhuận. Chìa khóa để tiếp thị kỹ thuật số hiệu quả là chất lượng không phải số lượng, đặc biệt là trong việc thu hút đúng loại khách truy cập trang web.

### 3. Tiếp thị kỹ thuật số cũng dành cho doanh nghiệp nhỏ
Trong khi các doanh nghiệp lớn được biết đến với việc tận dụng một loạt các chiến lược tiếp thị, bao gồm cả tiếp thị kỹ thuật số, các doanh nghiệp nhỏ cũng có thể tận dụng lợi thế. Trên thực tế, có rất nhiều doanh nghiệp nhỏ thực hiện rất tốt các chiến lược tìm kiếm và trả tiền trực tuyến. Tiếp thị kỹ thuật số thường là một lựa chọn chi phí thấp, đặc biệt là so với tiếp thị in truyền thống hơn. Một trong nhiều lý do Tiếp thị kỹ thuật số đã trở thành một lựa chọn phổ biến cho doanh nghiệp vừa và nhỏ là bởi vì nó có thể được sử dụng bởi các chủ doanh nghiệp để.

### 4. Tiếp thị kỹ thuật số chỉ là tiếp thị truyền thông xã hội
Phương tiện truyền thông xã hội là một phần quan trọng của tiếp thị kỹ thuật số, nhưng nó không phải là khía cạnh duy nhất của nó. Tiếp thị kỹ thuật số bao gồm tất cả tiếp thị trên các thiết bị điện tử hoặc internet. Do đó, các nỗ lực tiếp thị có thể bao gồm từ các trang web, ứng dụng và blog đến email cá nhân và quảng cáo trên phương tiện truyền thông xã hội.

### 5. Tiếp thị kỹ thuật số là một cái gì đó hoàn toàn mới và đòi hỏi bộ kỹ năng hoàn toàn mới
Tiếp thị kỹ thuật số chỉ là một kênh khác để tiếp cận với khách hàng. Tiếp thị là tất cả về việc tạo ra một câu chuyện thương hiệu và đảm bảo rằng nó tiếp cận đối tượng mục tiêu. Đối với điều này, chúng tôi sử dụng các kênh khác nhau như tiếp thị trực tiếp, quảng cáo truyền hình, quảng cáo trên đài phát thanh, quảng cáo trên báo / tạp chí, quảng cáo biểu ngữ, v.v., Trong tất cả các kênh này, mọi người tham gia các phương pháp khác nhau và khác nhau được sử dụng để tiếp cận đối tượng mục tiêu.

## Sự khác biệt giữa Tiếp thị kỹ thuật số và Tiếp thị truyền thống[9]
| Đặc điểm          | Tiếp thị kỹ thuật số | Tiếp thị truyền thống                                                                                   |
| ----------------- | --- | --- |
| Không gian        | Không bị giới hạn về không gian giữa các quốc gia, lãnh thổ                                                                              | Bị giới hạn về không gian giữa lãnh thổ quốc gia                                                        |
| Phương thức       | Sử dụng internet trên những thiết bị số hóa, không phụ thuộc nhiều vào các hãng truyền thông.                                            | Chủ yếu sử dụng các phương tiện truyền thông đại chúng để Marketing.                                    |
| Thời gian         | Ở mọi lúc, mọi nơi, thông tin được cập nhật rất nhanh.                                                                                   | Bị giới về thời gian và biên giới quốc gia vùng lãnh thổ                                                |
| Chi phí           | Chi phí tương đối thấp, nhưng vẫn đem lại hiệu quả tốt, đặc biệt có thể kiểm soát được chi phí quảng cáo (Facebook Ads, Google Adwords). | Chi phí cao, ngân sách lớn khó kiểm soát được chi phí quảng cáo, và thường ấn định chỉ dùng được 1 lần. |
| Khách hàng        | Hoàn toàn có thể lựa chọn khách hàng tiềm năng và tiếp cận.                                                                              | Khó lựa chọn được một nhóm khách hàng cụ thể.                                                           |
| Phản hồi          | Khách hàng có thể tiếp nhận cũng như phản hồi lại thông tin có thể ngay lập tức                                                          | Cần đòi hỏi mất 1 khoảng thời gian để khách hàng có thể tiếp cận cũng như phản hồi lại thông tin        |
| Lưu trữ thông tin | Thông tin của khách hàng được lưu trữ dễ dàng và nhanh chóng                                                                             | Rất khó lưu trữ thông tin khách hàng                                                                    |